# Omero Gargano
Omero Gargano (21 ottobre 1915 – 24 dicembre 2015) è stato un attore italiano.

## Biografia
Ha partecipato a partire dai primi anni sessanta a diverse pellicole con ruoli di caratterista o secondo piano fino a metà degli anni settanta.
Le sue prime apparizioni sono del 1961 in film del genere mitologico come Le sette sfide di Primo Zeglio e Il gigante di Metropolis di Umberto Scarpelli.
Nel 1964 recita accanto a Franco e Ciccio in I due evasi di Sing Sing di Lucio Fulci.
Partecipa anche a diverse pellicole del filone spaghetti western come Giunse Ringo e... fu tempo di massacro del 1970 di Mario Pinzauti e Rimase uno solo e fu la morte per tutti del 1971 di Edoardo Mulargia.
Negli ultimi anni della sua carriera (conclusasi nel 1982) lo troviamo in alcune serie televisive.

## Filmografia parziale
- Sette ore di guai, regia di Vittorio Metz e Marcello Marchesi (1951)
- Peppino e la vecchia signora, regia di Emma Gramatica e Piero Ballerini (1954)
- Il gigante di Metropolis, regia di Umberto Scarpelli (1961)
- Ramon il messicano, regia di Maurizio Pradeaux (1966)
- Buckaroo (Il winchester che non perdona), regia di Adelchi Bianchi (1967)
- La lunga cavalcata della vendetta, regia di Amerigo Anton (1972)